# 普尔学院大学短期大学部
普尔学院大学短期大学部（日语：／ Poole Gakuin Daigaku Tanki Daigakubu *）是過去一所位于日本大阪府堺市南区的私立短期大学，於2021年停辦。前身是普尔学院短期大学（日语：／ Poole Gakuin Tanki Daigaku *）。

## 概要

### 简介
- 学校最早可以追溯到1879年[1][2]。短期大学为于1950年开办[2]、由学校法人普尔学院经营[3]。来源于英国人传教士创立的学校、由于教育的基础是圣公宗。招収只女学生从开办。

### 历史
- 1950年 普尔学院短期大学成立并同时设置一个学科即英文科（招生到1995年、停办于1997年）。校园在了大阪市生野区。
- 1982年 校园迁址至堺市[2]。
- 1984年 秘书科成立[2]。
- 1990年 英文专攻成立于专科[2]。
- 1996年 改校名为普尔学院大学短期大学部[2]。
- 2006年 幼儿教育保育学科成立[2]。
- 2021年 停辦。

### 宪章
- 请参看普尔学院大学短期大学部的标志 （页面存档备份，存于） （日語） 2014年5月24日阅览。

## 学校环境
- 校区：在大阪府堺市南区

## 历任校长
- 藏田实：现在短期大学校长[4]

## 组织

### 学科
- 秘书科
- 幼儿教育保育学科

### 前学科
| - 英文科 |

### 专科
| - 没有 |

### 前专科
| - 英文专攻：大学评价学位授予机构批准 |

### 业余课程
| - 没有 |

## 相关链接
- 日本短期大学列表